# Paraphanis rougemonti
Paraphanis rougemonti är en skalbaggsart som beskrevs av Stefan von Breuning 1977. Paraphanis rougemonti ingår i släktet Paraphanis och familjen långhorningar. Inga underarter finns listade i Catalogue of Life.